# شركة الصحراء للبتروكيماويات
شركة الصحراء للبتروكيماويات والتي كانت تتعرف اختصارا «الصحراء»، شركة مساهمة سعودية سابقة، كانت مدرجة في السوق المالية السعودية، حتى اندمجت مع الشركة السعودية العالمية للبتروكيماويات وتكوين كيان جديد باسم شركة الصحراء العالمية للبتروكيماويات. وبذلك أعلنت السوق المالية السعودية «تداول» إلغاء إدراج أسهم شركة الصحراء للبتروكيماويات في السوق وذلك بنهاية عمل يوم الاثنين 20 مايو 2020.
تأسست بتاريخ التاسع عشر من جمادى الأولى عام 1425 هـ الموافق السابع من أبريل عام 2004 برأس مال قدره مليار وخمسمائة مليون ريال، ثم زيد رأس مال الشركة إلى ثلاثة مليارات ريال. تركز الشركة في المساهمة في المشاريع الصناعية وخاصة البتروكيماوية والكيماوية، التي تنتج مواد البروبلين والبولي بروبلين، والإيثيلين والبولي إيثيلين وغيرها من الصناعات البتروكيماوية والهيدروكربونية الأخرى.
كما تمتلك الشركة وتنفذ المشروعات اللازمة لتزويدها بمتطلباتها من المواد الخام.

## أهداف الشركة
أن تستثمر «الصحراء للبتروكيماويات» في المشاريع الصناعية وخاصة البتروكيماوية والكيماوية، التي تنتج مواد البروبلين والبولي بروبلين، والإيثيلين والبولي إيثيلين وغيرها من الصناعات البتروكيماوية والهيدروكربونية الأخرى. وأن تمتلك وتنفذ المشروعات اللازمة لتزويدها بمتطلباتها من المواد الخام والمنافع. وأن تتملك أيضاً العقارات وإنشاء المباني والمستودعات اللازمة لحفظ منتجات الشركة وتخزينها، والمعارض اللازمة لعرضها، وغير ذلك من النشاطات التي تحتاجها الشركة في التصنيع والتخزين والتسويق.

## مشاريع الشركة
- شركة الواحة للبتروكيماويات.
- الشركة السعودية للإثيلين والبولي إثيلين.
- الشركة العربية لفينيل الكلوريد.
- الشركة السعودية للمونمورات الأكريلية.
- مشروع البوليمرات فائقة الامتصاص.